# Kyros Vassaras
Kyros Vassaras (in greco: Κύρος Βασάρας; Salonicco, 1º febbraio 1966) è un ex arbitro di calcio greco.

## Carriera
Lavora come agente di viaggi a Salonicco e sa parlare quattro lingue (greco, inglese, tedesco e spagnolo).
Vassaras è arbitro internazionale dal 1998 ed ha diretto la sua prima partita fra squadre nazionali nel 1999 (Austria-San Marino 7-0). Lo stesso anno fu selezionato da parte della FIFA per il campionato del mondo under-17 in Nuova Zelanda, di cui diresse la finale tra Brasile e Australia e da allora ha diretto incontri di Champions League, Giochi olimpici e Mondiali di calcio. È stato selezionato recentemente per gli Europei 2008 in Austria e Svizzera, durante i quali lo si vede all'opera in due partite: Rep. Ceca-Portogallo e Polonia-Croazia.
Nello specifico, Vassaras vanta la partecipazione ad un'edizione dei Mondiali di calcio (quella del 2002 in Estremo Oriente, dove arbitrò Cina-Costa Rica), e ad un'edizione delle Olimpiadi (nel 2004 gli toccò la finalissima di Atene tra Argentina e Paraguay). Nel 2000 e nel 2004 ha svolto le funzioni di quarto ufficiale di gara in occasione degli Europei.
Nonostante la solida struttura fisica, per ben due volte è stato costretto a rinunciare alle manifestazioni per le quali era stato prescelto, a causa dell'inefficienza nei test atletici preliminari degli assistenti arbitrali ai quali era stato abbinato (capitò nel 2006, prima dei Mondiali di Germania e nel dicembre dello stesso anno si ripeté l'episodio alla vigilia del Mondiale per club in Giappone.)
Pur essendo stato inserito nella lista dei 54 pre-selezionati in vista dei Mondiali di calcio in Sudafrica nel 2010, viene poi scartato nel taglio successivo.
Vanta anche la direzione in due semifinali di UEFA Champions League (Milan-PSV nel 2005 e Manchester United-Milan nel 2007) ed in due semifinali Coppa UEFA (Porto-Lazio nel 2003 e Rangers Glasgow-Fiorentina nel 2008).
Il 16 aprile 2009 decide di ritirarsi dall'attività per i perduranti dolori alla schiena, e nel luglio dello stesso anno è nominato componente della Commissione Arbitrale UEFA.